# Абганерово (Світлоярський район)
Абганерово (рос. Абганерово) — залізнична станція у Світлоярському районі Волгоградської області Російської Федерації.
Населення становить 850 осіб. Входить до складу муніципального утворення Привольненське сільське поселення.

## Історія
Населений пункт розташований у межах українського історичного та культурного регіону Жовтий Клин.
Згідно із законом від 14 травня 2005 року № 1059-ОД органом місцевого самоврядування є Привольненське сільське поселення.

## Населення
| 2010 |
| ---- |
| 850  |